# Indeks FTSE 100
Indeks FTSE 100 (Financial Times Stock Exchange Index, neformalno Footsie) je vodilni indeks londonske borze. Izračunava ga neodvisna skupina FTSE, ki je v skupni lasti Financial Times in Londonske borze.
Prvič je bil izračunan 3. januarja 1984 na ravni 1000 točk. 30. decembra 1999 je dosegel najvišjo vrednost vseh časov 6950,6 točke.

## Indeksne komponente
Septembra 2021 je bil sektor industrijskega blaga in storitev največji z 11,5 %, sledila sta mu finančni sektor z 11,3 % in zdravstveni sektor z 9,9 %. 10 največjih podjetij je imelo skupno 41 % težo v skupni tržni kapitalizaciji vseh udeležencev v indeksu.

## Merila za izbor
Podjetja, katerih delnice se štejejo pri izračunu indeksa FTSE 100, morajo izpolnjevati pogoje, ki jih določa skupina FTSE:
- kotiranje na londonski borzi,
- vrednost delnice indeksa FTSE 100 mora biti izražena v funtih ali evrih,
- opraviti morajo preizkus za pripadnost določeni državi,
- delnice morajo biti v prostem obtoku in visoko likvidne.

Indeks se revidira četrtletno – prvi petek v marcu, juniju, septembru in decembru.